# 북평초등학교 (동해시)
북평초등학교는 대한민국 강원특별자치도 동해시 북평동에 있는 공립 초등학교이다.

## 학교 연혁
- 1918년 5월 10일 송정공립보통학교 개교(설립인가 4월 12일)
- 1938년 4월 1일 북평공립심상소학교로 개명
- 1941년 4월 1일 북평공립국민학교로 개칭
- 1950년 5월 7일 북평국민학교로 개명
- 1981년 3월 5일 병설유치원 개원
- 1996년 3월 1일 북평초등학교로 개명
- 2016년 2월 29일 병설유치원 폐원
- 2022년 9월 1일 제37대 정미경 교장 취임
- 2023년 1월 2일 제103회 87명 졸업(총 졸업생 15,789명)
- 2023년 3월 2일 2023학년도 신입생 입학(6학급, 133명)

## 학교 상징
- 교화 : 국화 - 맑음, 곧음
- 교목 : 은행나무 - 슬기, 의지

## 참고 자료
- 북평초등학교 - 한국교육학술정보원 학교알리미